# Piwdennoukrajinsk
Piwdennoukrajinsk (ukrainisch Південноукраїнськ) ist eine ukrainische Stadt mit 38.000 Einwohnern (2024)

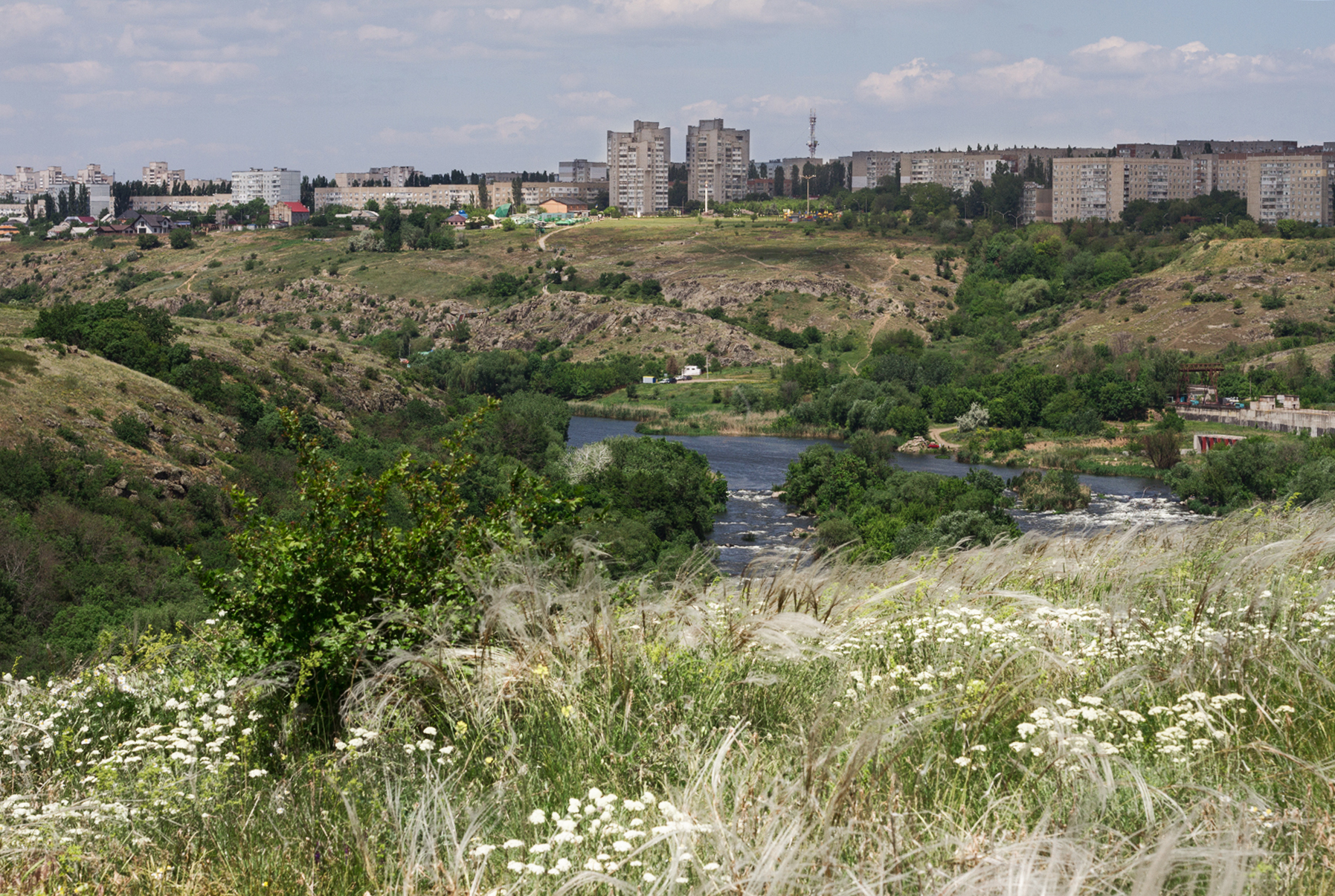
Blick auf den Stadtrand

Piwdennoukrajinsk wurde 1975 unter dem Namen Juschnoukrajinsk (ukrainisch Южноукраїнськ) gegründet und hatte zwischen 1987 und Juli 2020 den Status einer kreisfreien Stadt. 2024 erhielt die Stadt ihren aktuellen Namen.
Die Stadt liegt ca. 400 km südlich von Kyjiw in der Oblast Mykolajiw und hat eine Anbindung an das Schnellstraßennetz.
Im Süden der Stadt befindet sich das Kernkraftwerk Süd-Ukraine. Die Stadt gehört der Gemeinschaft der vier Satelliten-Städte (Städte, die in der Nähe von Atomkraftwerken gebaut wurden) an. Der Bürgermeister von Piwdennoukrajinsk hat den Vorsitz in der Gemeinschaft der Satelliten-Städte.
Im gesamtukrainischen Städte-Ranking belegt Piwdennoukrajinsk den 7. Platz (Stand 2004).

## Geografie
Piwdennoukrajinsk liegt am Südlichen Bug in der ukrainischen Steppe. In der Nähe befinden sich wichtige wirtschaftliche Zentren wie Mykolajiw, Odessa, Kropywnyzkyj und Krywyj Rih. In einer Entfernung von 100 km befindet sich ein Flughafen und ein Seehafen.
Die Gesamtfläche der Stadt beträgt 24,4 km². Die Stadt hat 14.400 Wohnungen mit einer Gesamtwohnfläche von 770.988 m².

## Verwaltungsgliederung
Am 12. Juni 2020 wurde die Stadt zum Zentrum der neugegründeten Stadtgemeinde Juschnoukrajinsk (ukrainisch Южноукраїнська міська громада/Juschnoukrajinska miska hromada), zu dieser zählen auch noch die Siedlung städtischen Typs Kostjantyniwka sowie die 3 in der untenstehenden Tabelle angeführten Dörfer, bis dahin bildete sie die gleichnamige Stadtratsgemeinde Juschnoukrajinsk (Южноукраїнська міська рада/Juschnoukrajinska miska rada) unter Oblastverwaltung im Südwesten des ihn umgebenden Rajons Arbusynka.
Am 17. Juli 2020 kam es im Zuge einer großen Rajonsreform zum Anschluss des Rajonsgebietes an den Rajon Wosnessensk.
Folgende Orte sind neben dem Hauptort Piwdennoukrajinsk Teil der Gemeinde:
| Name                     | Name          | Name                            |
| ukrainisch transkribiert | ukrainisch    | russisch                        |
| ------------------------ | ------------- | ------------------------------- |
| Buske                    | Бузьке        | Бугское (Bugskoje)              |
| Iwaniwka                 | Іванівка      | Ивановка (Iwanowka)             |
| Kostjantyniwka           | Костянтинівка | Константиновка (Konstantinowka) |
| Pankratowe               | Панкратове    | Панкратово (Pankratowo)         |

## Bevölkerung
Am 1. Januar 2000 lebten in der Stadt 4934 Rentner und 12.387 Kinder. In der Stadt sind elf Nationalitäten vertreten, darunter 66 % Ukrainer, 31 % Russen, 3 % andere (Belarussen, Moldawier, Bulgaren und weitere). Das Durchschnittsalter der Bevölkerung liegt bei 30,6 Jahren (Stand: Januar 2000).

### Demografie
| 1989   | 2001   | 2005   | 2016   |
| ------ | ------ | ------ | ------ |
| 36.684 | 38.206 | 38.795 | 40.292 |

Quelle:

## Wirtschaft
Die Stadt hat durch ihre Nähe zum Kernkraftwerk aussichtsreiche Entwicklungsmöglichkeiten im Bereich Energie sowie, bedingt durch die geografischen Gegebenheiten, ein hohes Potential für den Tourismus. Der nahegelegene Fluss mit seinen steilen Felsufern bietet hervorragende Möglichkeiten für das Klettern. Die langsame Strömung des Flusses bietet für die Wassersportler optimale Bedingungen.
Beim Kernkraftwerk direkt sind 2600 Arbeitnehmer angestellt. Weitere 5200 arbeiten in den Bereichen, die dem Kernkraftwerk angegliedert sind. Zum 1. Januar 2003 waren in der Stadt 273 Unternehmen registriert; davon waren 160 Personengesellschaften, 25 Aktiengesellschaften, 52 Genossenschaften, 16 Staatsunternehmen, drei Holdings und zehn Tochterunternehmen.
Darüber hinaus sind in der Stadt fünf Banken durch ihre Filialen vertreten, darunter die Prominvestbank of Ukraine und die BIG-Energia-Bank.
Die Stadt verfügt über einen ausgeglichenen Stadthaushalt und war mit 8,2 Mio. Hrywna (ca. 1,5 Mio. US-Dollar, Stand: Februar 2004) ein Nettozahler in die Staatskasse.

## Internet, Telekommunikation, Massenmedien
Die Stadt ist an ein öffentliches Telekommunikationsnetz angebunden. 9.000 Wohnungen verfügen über einen Anschluss. Vier Internetprovider, ein Anbieter für Rundfunkempfang und drei Anbieter für Mobilfunknetze versorgen die Stadt.
Piwdennoukrajinsk verfügt über ein Kabelnetz mit 22 Kanälen, das 10.000 Abonnenten zählt.

## Handel
Der Handel, besonders der Großhandel, ist sehr stark entwickelt. Es gibt 31 Lebensmittelgeschäfte und 23 Gebrauchsgüterhändler. In der Stadt gibt es zwei Großmärkte.

## Medizin
In der Stadt gibt es drei Kliniken: Jeweils eine Kinder- und eine Erwachsenenklinik sowie ein Krankenhaus mit 250 stationären Plätzen. In der Entwicklung befindet sich die private Gesundheitsversorgung. Für die Unterstützung des städtischen Gesundheitswesens ist in Piwdennoukrajinsk eine Krankenversicherung für alle Mitarbeiter des Kernkraftwerkes und deren Angehörige eingeführt worden.